# Де Врис, Иоланда
Ингрид Иоланда Моник де Врис (нидерл. Ingrid Jolanda Monique de Vries; род.19 февраля 1968 года в деревне Бейлен, провинция Дренте) — нидерландская конькобежка, специализирующаяся в шорт-треке. Бронзовый призёр чемпионата мира 1985 года в эстафете. Она является профессором и доктором медицинских наук.

## Биография
Иоланда с раннего детства мечтала стать конькобежцем, хотя было много разных интересов, в том числе хотела стать спортивным врачом. После окончания  средней школы интересовалась экономикой, планированием инфраструктуры и даже компьютерным специалистом. Она тренировалась в Делфте в конькобежном клубе DKIJV. В 1981 году участвовала на региональном чемпионате по шорт-треку среди юниоров младшей группы и заняла на 800 метров 2-е место. В сезоне 1983/84 годов выступала на Кубке Европы и заняла 10-е место в общем зачёте. В 17 лет Иоланда даже попала в национальную сборную и на чемпионате мира в Амстердаме выиграла бронзовую медаль в эстафете в составе Симоны Велзебур, Мануэлы Оссендрейвер и Эсмеральды Оссендрейвер. Но всё-таки наука взяла своё и она завершила карьеру спортсмена.

## Карьера после спорта
Иоланда в июне 1991 года поступила в ближайший к дому Университет высшего лабораторного образования (HLO) и стала техником. С 1991 по 1997 года была доктором философии, защитила диссертацию на кафедре дерматологии Университетского медицинского центра Утрехта и в том же году поступила на кафедру иммунологии опухолей Университета Радбуда Неймегенского центра молекулярных наук о жизни в качестве Постдока, а затем ассистентом профессора. В 2006 году Иоланда де Врис стала профессором Качества жизни, а в 2011 году профессором в области трансляционной иммунологии опухолей. С января 2014 по январь 2018 года заведующая кафедрой медицинской и клинической психологии, медицинский психолог и менеджер больницы Элизабет-Твистеден (ETZ) в Тилбурге. В 2019 году назначена заведующей кафедрой. 1 октября 2020 года Иоланда становится членом научно-консультативного совета CiMaas.  С 1 января 2021 года входит в Совет директоров Adrz. Де Врис одна из первых, кто ввёл в клинику вакцины на основе опухолевых антигенов на основе дендритных клеток. Она имеет двоих детей.

## Награды
- 2007, 2014 года - награждена премией NWO Vidi award [4]
- 2016 год - награждена грантом на 20000 евро от Министерства здравоохранения Нидерландов
- 2017 год - награждена премией Huibregstsenprijs и Radboud penning